# Toby Wallace
Pour les articles homonymes, voir Wallace.
Toby Wallace, né le 6 juin 1995 au Royaume-Uni, est un acteur australien.

## Filmographie

### Cinéma
- 2009 : Lucky Country de Kriv Stenders : Tom
- 2011 : Surviving Georgia de Sandra Sciberras et Kate Whitbread : Albie
- 2013 : L'Île de Nim 2 de Brendan Maher : Edmund
- 2013 : Galore de Rhys Graham : Danny
- 2013 : The Turning : Brakey (segment "Cockleshell")
- 2014 : Boys on Film 11 : We Are Animals : Jonah (segment "The Last Time I Saw Richard")
- 2016 : Boys in the Trees de Nicholas Verso : Corey[1]
- 2018 : Acute Misfortune de Thomas M. Wright : Erik Jensen
- 2019 : Milla de Shannon Murphy : Moses
- 2023 : The Bikeriders de Jeff Nichols : the Kid
- 2023 : Finestkind de Brian Helgeland : Charlie
- 2024 : Eden de Ron Howard
- 2025 : Last Days de Justin Lin

### Télévision

#### Séries télévisées
- 2012 : Les voisins : Corey O'Donohue (6 épisodes)
- 2014 : Never Tear Us Apart : The Untold Story of INXS : Michael jeune (2 épisodes)
- 2014 : It's a Date : Nathan
- 2018 : Romper Stomper : Kane (6 épisodes)
- 2019 : The Society : Campbell Eliot (10 épisodes)[2]
- 2022 : Pistol : Steve Jones (6 épisodes)[3]

#### Téléfilms
- 2011 : Underbelly Files : The Man Who Got Away : David Junior
- 2014 : Parer's War : Lieutenant Ron 'Judy' Garland

## Distinction
- Mostra de Venise 2019 : Prix Marcello-Mastroianni du meilleur espoir pour Milla